# Pinacocerus nodicornis
Pinacocerus nodicornis är en tvåvingeart som beskrevs av Van Duzee 1930. Pinacocerus nodicornis ingår i släktet Pinacocerus och familjen styltflugor. Inga underarter finns listade i Catalogue of Life.